# Jinjiao (sockenhuvudort i Kina, Liaoning Sheng, lat 40,74, long 120,85)
Jinjiao (kinesiska: 锦郊, 锦郊街道) är en sockenhuvudort i Kina. Den ligger i provinsen Liaoning, i den nordöstra delen av landet, omkring 240 kilometer sydväst om provinshuvudstaden Shenyang. Antalet invånare är 29 749. Befolkningen består av 14 981 kvinnor och 14 768 män. Barn under 15 år utgör 13,0 %, vuxna 15-64 år 79 %, och äldre över 65 år 7,0 %.
Närmaste större samhälle är Lianshan, 2,2 km norr om Jinjiao. Trakten runt Jinjiao består i huvudsak av gräsmarker.
Genomsnittlig årsnederbörd är 723 millimeter. Den regnigaste månaden är juli, med i genomsnitt 177 mm nederbörd, och den torraste är februari, med 4 mm nederbörd.